# Palaestrida concolor
Palaestrida concolor es una especie de coleóptero de la familia Meloidae.

## Distribución geográfica
Habita en Queensland (Australia).